# 扎浪丁错
扎浪丁错是一个位于中华人民共和国西藏自治区日喀则市的湖泊，面积约为3.66平方千米，属于青藏高原。它的一级流域为广西、云南、西藏、新疆诸国际河流，二级流域为雅鲁藏布江—布拉马普特拉河水系。